# Zodarion pallidum
Zodarion pallidum är en spindelart som beskrevs av Denis 1952. Zodarion pallidum ingår i släktet Zodarion och familjen Zodariidae.
Artens utbredningsområde är Marocko. Inga underarter finns listade i Catalogue of Life.